# Perša Liha 1998-1999
La Perša Liha 1998-1999 è stata l'8ª edizione della seconda serie del campionato ucraino di calcio. La stagione è iniziata il 31 luglio 1998 ed è terminata il 4 luglio 1999.

## Stagione

### Novità
Al termine della passata stagione, sono salite in Vyšča Liha il Mykolaïv e il Metalist. Sono retrocesse in Druha Liha Zorja, Verchovina Užhorod, Avanhard-Industrija Roven'ky e Chimik Sjevjerodonec'k. Sono salite dalla Druha Liha Podillja e Šachtar-2.
Dalla Vyšča Liha 1997-1998 sono retrocesse Čornomorec' e Torpedo Zaporižžja.
Il Nyva Vinnycja ha cambiato denominazione in Vinnycja. Lo Javir Krasnopillja ha cambiato sede, spostandosi a Sumy, diventando così Javir-Sumy.

### Formula
Le venti squadre si affrontano due volte, per un totale di trentotto giornate. La prima classificata viene promossa in Vyšča Liha 1999-2000. La seconda classificata, invece, disputa uno spareggio promozione-retrocessione con la penultima classificata della Vyšča Liha.
Le ultime cinque classificate retrocedono in Druha Liha.

## Classifica finale
|  | Pos. | Squadra                       | Pt | G  | V  | N  | P  | GF | GS | DR  |
|  | ---- | ----------------------------- | -- | -- | -- | -- | -- | -- | -- | --- |
|  | 1.   | Dinamo-2 Kiev                 | 88 | 38 | 27 | 7  | 4  | 78 | 27 | +51 |
|  | 2.   | Čornomorec'                   | 79 | 38 | 25 | 4  | 9  | 77 | 38 | +39 |
|  | 3.   | Torpedo Zaporižžja            | 77 | 38 | 24 | 5  | 9  | 55 | 29 | +26 |
|  | 4.   | Čerkasy                       | 76 | 38 | 24 | 4  | 10 | 68 | 42 | +26 |
|  | 5.   | Polihraftechnika Oleksandrija | 58 | 38 | 15 | 13 | 10 | 47 | 51 | -4  |
|  | 6.   | Vinnycja                      | 57 | 38 | 16 | 9  | 13 | 45 | 39 | +6  |
|  | 7.   | L'viv                         | 57 | 38 | 15 | 12 | 11 | 58 | 43 | +15 |
|  | 8.   | Naftovyk-Ukrnafta             | 57 | 38 | 16 | 9  | 13 | 45 | 40 | +5  |
|  | 9.   | Stal' Alčevs'k                | 55 | 38 | 16 | 7  | 15 | 55 | 52 | +3  |
|  | 10.  | Šachtar-2                     | 52 | 38 | 15 | 7  | 16 | 51 | 44 | +7  |
|  | 11.  | CSKA-2 Kiev                   | 52 | 38 | 14 | 10 | 14 | 45 | 48 | -3  |
|  | 12.  | Polіssja Žytomyr              | 52 | 38 | 15 | 7  | 16 | 40 | 55 | -15 |
|  | 13.  | Javir-Sumy                    | 52 | 38 | 15 | 7  | 16 | 36 | 42 | -6  |
|  | 14.  | Volyn'                        | 51 | 38 | 16 | 3  | 19 | 36 | 43 | -7  |
|  | 15.  | Metalurh Nikopol'             | 51 | 38 | 16 | 3  | 19 | 46 | 63 | -17 |
|  | 16.  | Podillja                      | 51 | 38 | 13 | 12 | 13 | 39 | 42 | -3  |
|  | 17.  | Kremin' Kremenčuk             | 40 | 38 | 11 | 7  | 20 | 34 | 63 | -29 |
|  | 18.  | Bukovyna Černivci             | 27 | 38 | 6  | 9  | 23 | 26 | 68 | -42 |
|  | 19.  | Desna Černihiv                | 27 | 38 | 7  | 6  | 25 | 28 | 60 | -32 |
|  | 20.  | Šachtar Makiïvka              | 4  | 38 | 3  | 1  | 34 | 20 | 40 | -20 |

Legenda:
      Promossa in Vyšča Liha 1999-2000
 Ammessa allo spareggio promozione-retrocessione
      Retrocessa in Druha Liha 1999-2000
      Esclusa a campionato in corso.
Note:
Tre punti a vittoria, uno a pareggio, zero a sconfitta.

## Spareggio Promozione-Retrocessione
Allo spareggio promozione-retrocessione è stata ammessa la quindicesima classificata in Prem"jer-liha, il Prikarpatye Ivano-Frankivsk, e la quarta classificata in Perša Liha, il Čerkasy.
|         | Risultati |                              | Luogo e data        |
| ------- | --------- | ---------------------------- | ------------------- |
| Čerkasy | 1 - 3     | Prykarpat'e Ivano-Frankivs'k | Kiev, 4 luglio 1999 |